# Hugbert Ibel
Hugbert Ibel  (* 31. August 1935 in München) war ein deutscher Brigadegeneral der Luftwaffe der Bundeswehr.

## Leben
Ibel wurde als Sohn des Generalmajors der Wehrmacht und Brigadegenerals der Bundeswehr Max-Josef Ibel geboren. Er studierte von 1954 bis 1960 Allgemeinen Maschinenbau an der Technischen Universität München und wurde Diplom-Ingenieur. Am 1. Dezember 1960 trat er in die Bundeswehr ein und begann die Ausbildung zum Offizier. Ab 1961 wer er Technischer Offizier, dann Chef der Wartungsstaffel des Jagdbombergeschwaders 32 auf dem Fliegerhorst Lechfeld, ab 1963 Sachbearbeiter, dann Referent Militärische Forderungen im Führungsstab der Luftwaffe im Bundesministerium der Verteidigung in Bonn. 
Von 1965 bis 1967 durchlief Hugbert die fliegerische Ausbildung in Landsberg am Lech, auf der Williams Air Force Base und der Luke Air Force Base in Arizona in den Vereinigten Staaten. Anschließend war er Strahlflugzeugführer im Jagdbombergeschwader 31 in Nörvenich, bis er 1969 erneut Referent Militärische Forderungen im Führungsstab der Luftwaffe im Bundesministerium der Verteidigung in Bonn wurde. Von 1970 bis 1971 wurde er zum Testpiloten auf der Edwards Air Force Base in Kalifornien ausgebildet und war danach Referent Operationelle Forderungen beim Systembeauftragten Multi Role Combat Aircraft im Bundesministerium der Verteidigung in Bonn. 1975 wurde er Kommandeur der Technischen Gruppe des Jagdbombergeschwaders 35 in Pferdsfeld, 1977 Leiter Studentenbereich an der Hochschule der Bundeswehr München in Neubiberg bei München, 1979 Referatsleiter Einsatz, Ausbildung und Logistik beim Systembeauftragten Multi Role Combat Aircraft Bundesministerium der Verteidigung in Bonn und 1984 selbst Systembeauftragter für das Multi Role Combat Aircraft Tornado im Bundesministerium der Verteidigung in Bonn. 
Ab 1987 war Hugbert stellvertretender Kommandeur des Luftwaffenunterstützungsgruppenkommandos Nord in Münster und ab 1990 stellvertretender Kommandierender General des Luftwaffenunterstützungskommandos in Köln. Mit Ablauf des September 1992 wurde er in den Ruhestand versetzt.
Ibel ist verheiratet und hat zwei Kinder.

## Auszeichnungen
- Verdienstkreuz am Bande des Verdienstorden der Bundesrepublik Deutschland
- Ehrenkreuz der Bundeswehr in Gold